# 24988 Alainmilsztajn
24988 Alainmilsztajn è un asteroide della fascia principale. Scoperto nel 1998, presenta un'orbita caratterizzata da un semiasse maggiore pari a 2,4064185 UA e da un'eccentricità di 0,1414083, inclinata di 4,71277° rispetto all'eclittica.